# Petra Olsen
Petra Olsen född 2 oktober 1990 är en svensk stavhoppare som tävlar för i Malmö AI.
Vid ungdoms-VM (U17) i friidrott i tjeckiska Ostrava 2007 blev Olsen bronsmedaljör i stavhoppet med 4,05. Året efter blev det en 8:e plats på JVM i Bydgoszcz med 4,10. 2008 blev hon svensk mästare och upprepade det inomhus 2009.
Olsens resultat 4,25 från Karlskrona 16 juni 2008 var svenskt juniorrekord fram tills Angelica Bengtsson förbättrade det 2009.
Olsen har tidigare tränat gymnastik (1999-2002) och judo (2002-2005). Hon blev svensk mästare i judo som femtonåring. 
Olsen bor i Malmö och tränas av Stanislaw "Stanley" Szczyrba.

## Personliga rekord
| Utomhus - 100 meter – 12,59 (Coral Gables, Florida USA 16 mars 2013) - Stavhopp – 4,26 (Columbia, South Carolina USA 29 mars 2014) | Inomhus - 60 meter – 8,24 (Kristianstad 10 januari 2010) - Stavhopp – 4,24 (Blacksburg, Virginia USA 2 mars 2013) |

### Fotnoter
1. ↑  ”Stora SM 2008, dag 2”. trackandfield.se. Arkiverad från originalet den 14 maj 2021. https://web.archive.org/web/20210514153326/https://www.trackandfield.se/Resultat/2008/080802.htm. Läst 20 maj 2013.
2. ↑  ”Stora SM 2009”. Arkiverad från originalet den 13 december 2009. https://archive.is/20091213202749/http://88.131.109.176/folksam/sm09/resultat.php. Läst 23 april 2013.
3. ↑  ”Stora inne-SM 2009 dag 1, resultat”. ism2009.se. Arkiverad från originalet den 11 augusti 2010. https://web.archive.org/web/20100811153235/http://www.ism2009.se/filer/resultat_dag1.html. Läst 17 juli 2012.
4. ↑  Friidrottens hopp.se, läst 29 september 2009
5. 1 2 3 4  ”Personsida på AllAthletics”. all-athletics.com. Arkiverad från originalet den 24 oktober 2016. https://web.archive.org/web/20161024091029/http://www.all-athletics.com/node/148695. Läst 23 oktober 2016.
6. 1 2  ”Personsida hos IAAF”. iaaf.org. https://www.iaaf.org/athletes/sweden/petra-olsen-228133. Läst 23 oktober 2016.
7. 1 2  ”Personsida på European Athletics' webbplats”. european-athletics.org. http://www.european-athletics.org/athletes/group=o/athlete=158230-olsen-petra/index.html. Läst 23 oktober 2016.